# Maré galáctica

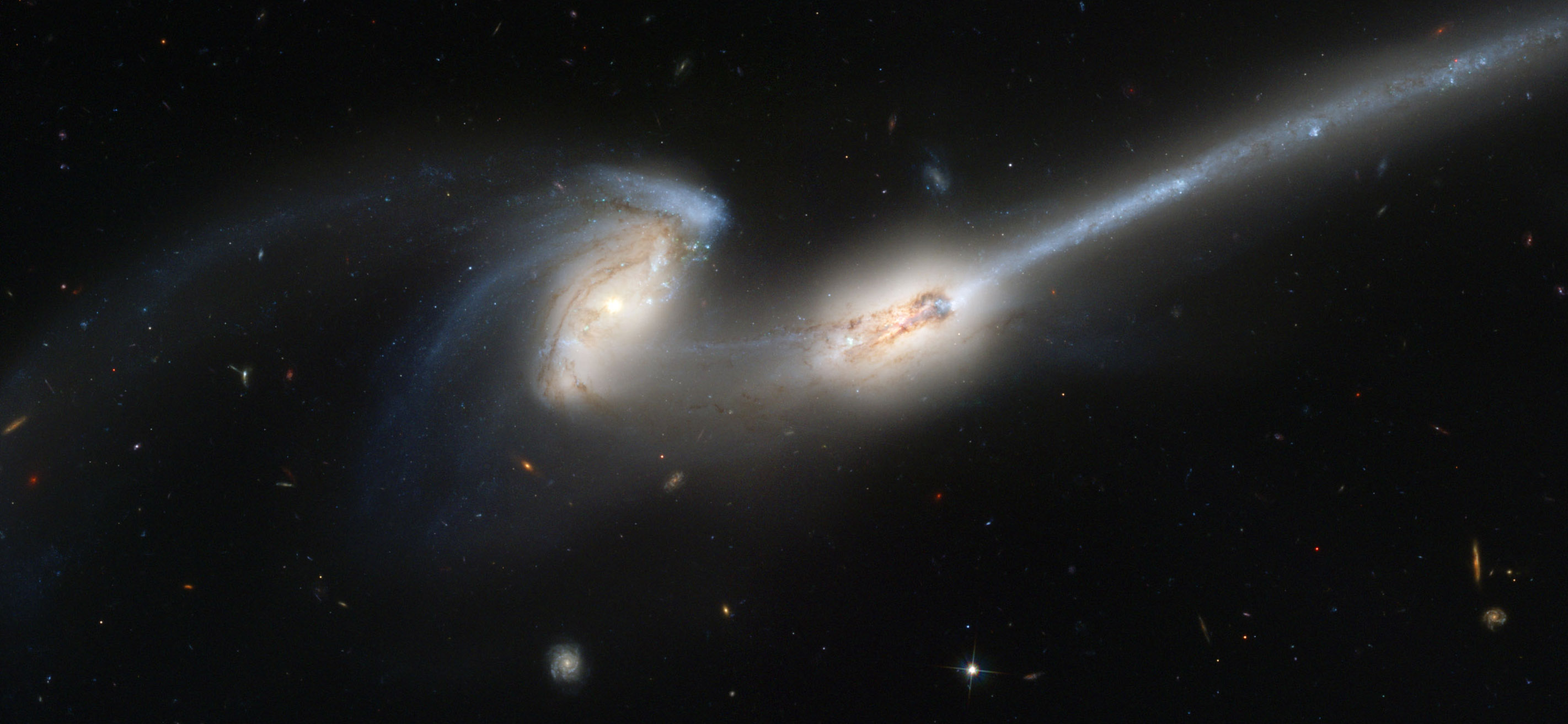
As Galáxias dos Camundongos NGC 4676.

A maré galáctica é uma força de maré experimentada por objetos sujeitos ao campo gravitacional de uma galáxia, como a Via Láctea. As áreas de interesse particulares relativas às marés galácticas incluem colisões galácticas, o rompimento de galáxias anãs ou satélites e o efeito das marés da Via Láctea na nuvem de Oort do Sistema Solar.

## Efeitos em galáxias externas

### Colisões de galáxias

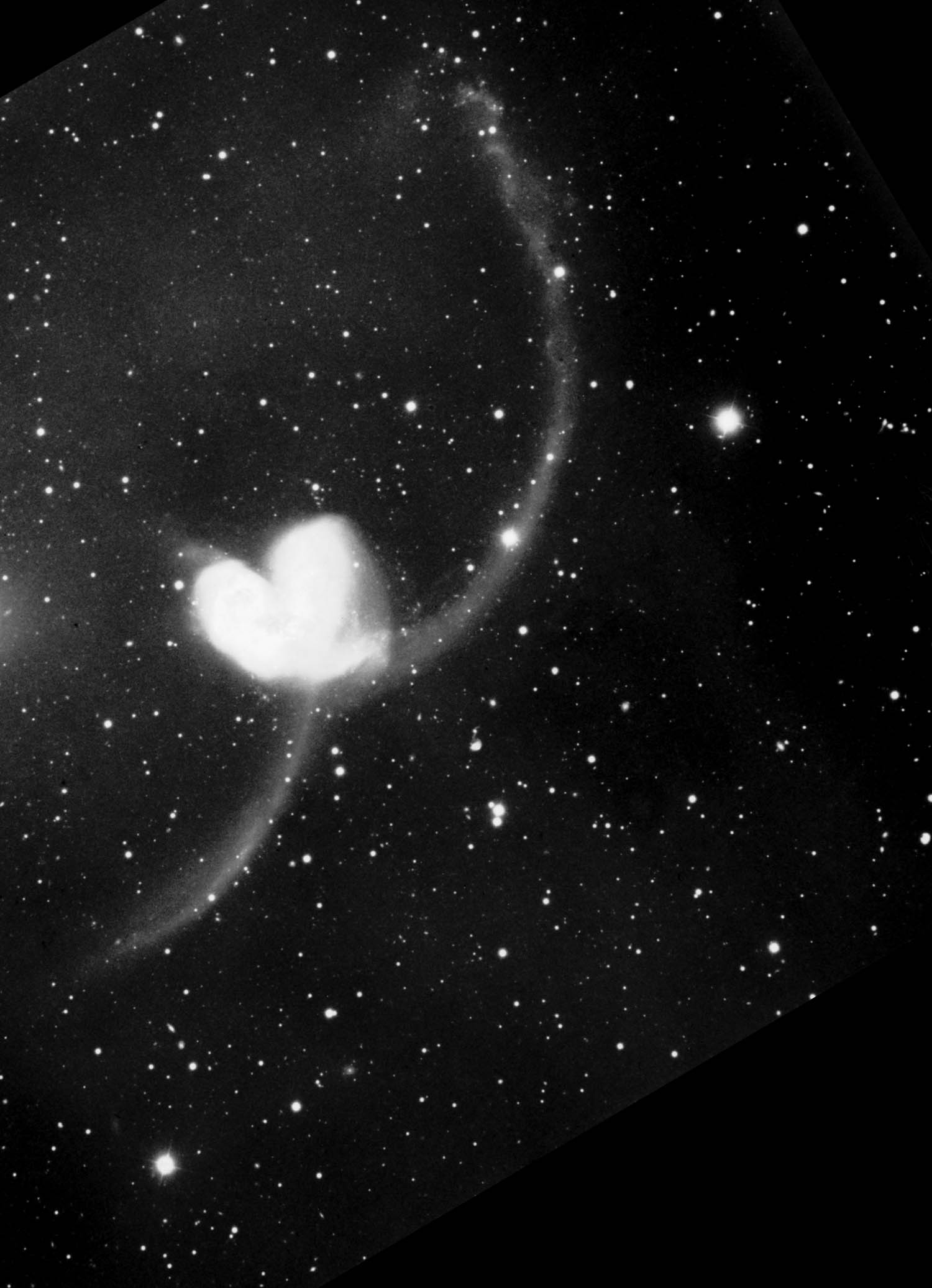
As longas caudas de maré das Galáxias Antenas em colisão.

As forças das marés dependem do gradiente de um campo gravitacional, ao invés de sua força, com seus efeitos resultantes geralmente limitados aos arredores imediatos de uma galáxia. Duas grandes galáxias colidindo ou passando perto uma da outra serão submetidas a uma grande força de maré, frequentemente produzindo as mais visualmente impressionantes demonstrações das marés galácticas em ação.
Caso duas galáxias que se interajam gravitacionalmente colidirem de frente, as forças das marés distorcerão cada galáxia ao longo de um eixo que aponta aproximadamente para longe de seus centros. Conforme as duas galáxias orbitam brevemente uma à outra, essas regiões distorcidas, que são afastadas do corpo principal de cada galáxia, serão dilaceradas pela rotação diferencial e lançadas no espaço intergaláctico, formando as caudas de maré. Essas caudas são tipicamente curvas, sendo que se uma cauda parecer reta, provavelmente está sendo vista de lado. As estrelas e o gás que compõem as caudas terão sido puxados dos discos galácticos e facilmente deslocados de um ou de ambos os corpos, em vez dos centros galácticos gravitacionalmente ligados. Dois exemplos proeminentes de colisões que produzem caudas de maré são as Galáxias dos Camundongos e as Galáxias Antenas.
Assim como a Lua eleva as marés em lados opostos da Terra, a maré de uma galáxia produz dois braços opostos em sua galáxia companheira. Embora uma grande cauda seja formada se a galáxia perturbada for igual ou menos massiva que sua parceira, se neste caso for significativamente mais massiva do que a galáxia perturbadora, o braço posterior será relativamente menor, e o braço dianteiro, às vezes chamado de ponte, será mais proeminente. Pontes de maré são tipicamente mais difíceis de se distinguir do que as caudas de maré: no primeiro caso, a ponte pode ser absorvida pela galáxia passageira ou pela galáxia resultante mesclada, tornando-as visíveis por um período mais curto do que as caudas. Também vale destacar que se uma das duas galáxias estiver em primeiro plano, a segunda galáxia - e a ponte entre elas - pode estar parcialmente obscurecida. Juntos, esses efeitos podem dificultar a compreensão de onde uma galáxia termina e quando a outra começa. Os laços de maré, onde uma cauda se junta à sua galáxia-mãe em ambas as extremidades, são ainda mais raros.

### Interações com galáxias satélites

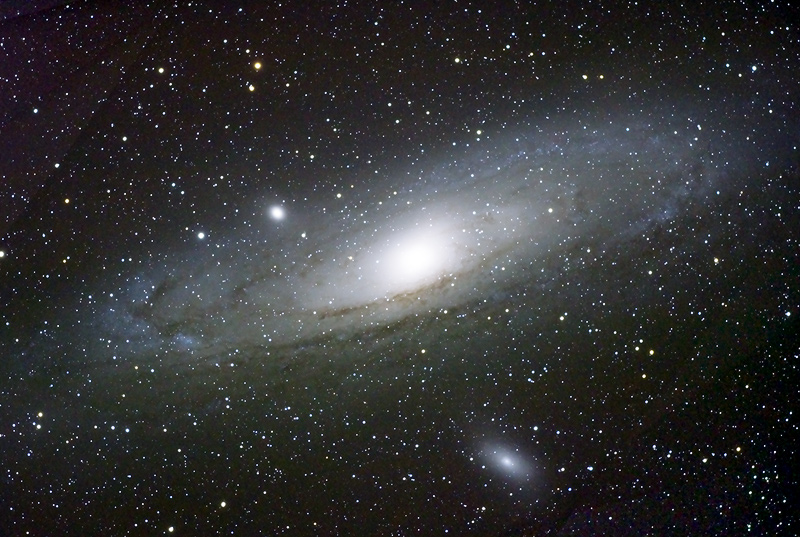
A Galáxia de Andrômeda e sua periferia. Observe sua galáxia satélite M32, o ponto mais brilhante logo acima da borda do disco de Andrômeda, cujos braços externos foram arrancados pela força de maré de Andrômeda.

Como os efeitos das marés são mais fortes na vizinhança imediata de uma galáxia, as galáxias satélites são particularmente suscetíveis de serem afetadas. Essa força externa sobre um satélite pode produzir movimentos ordenados dentro dele, levando a efeitos observáveis em grande escala: a estrutura interna e os movimentos de uma galáxia satélite anã podem ser severamente afetados por uma maré galáctica, induzindo a rotação (como com as marés do oceanos da Terra) ou uma relação entre massa e luminosidade anômala. Galáxias satélites também podem ser submetidas à mesma redução de maré que ocorre em colisões galácticas, onde gás e estrelas são arrancados das extremidades de uma galáxia, possivelmente para serem absorvidos por sua companheira. A galáxia anã M32, uma galáxia satélite de Andrômeda, pode ter perdido seus braços espirais devido à redução das marés, enquanto uma alta taxa de formação de estrelas em seu núcleo remanescente pode ser o resultado de movimentos induzidos pelas marés das nuvens moleculares (As forças das marés podem amassar e comprimir as nuvens de gás interestelar dentro das galáxias, induzindo a grande formação estelar em pequenos satélites).
O mecanismo de separação é o mesmo que entre duas galáxias de massa equivalente, embora seu campo gravitacional comparativamente fraco assegure que apenas o satélite, e não a galáxia-mãe, seja afetado. Se o satélite for muito pequeno em comparação com a galáxia principal, as caudas de marés produzidas provavelmente serão simétricas e seguirão uma órbita muito semelhante, traçando efetivamente o caminho do satélite. No entanto, se o satélite for razoavelmente grande - com pouco mais de um décimo de milésimo da massa da galáxia principal - então a própria gravidade do satélite pode afetar as caudas, quebrando a simetria e acelerando as caudas em diferentes direções. A estrutura resultante depende da massa e da órbita do satélite junto à massa e estrutura do halo galáctico conjecturado em torno da galáxia-mãe, fornecendo um meio de detectar o potencial de matéria escura de uma galáxia como a nossa.
Ao longo de muitas órbitas entorno de sua galáxia-mãe, ou se a órbita passar muito perto dela, uma galáxia satélite pode eventualmente ser completamente dilacerada, para formar um fluxo de maré de estrelas e gás envolvendo o corpo maior. Foi sugerido que os discos estendidos de gás e estrelas ao redor de algumas galáxias, como Andrômeda, podem ser o resultado da interrupção completa da maré (e uma subsequente fusão com a galáxia principal) de uma galáxia anã satélite.

## Efeitos em corpos celestes dentro de uma galáxia
Os efeitos das marés também estão presentes dentro de uma galáxia, onde os mesmos são provavelmente mais acentuados. Isso pode ter consequências para a formação de estrelas e sistemas planetários. Normalmente, a gravidade de uma estrela terá influência dentro de seu próprio sistema, sendo apenas a passagem de outras estrelas nas regiões próximas para que se afete substancialmente tal dinâmica. No entanto, nas áreas externas do sistema, a gravidade da estrela é fraca e as marés galácticas podem ter interferência. No caso do Sistema Solar, a nuvem de Oort, fonte da maioria dos cometas de longo período do nosso sistema, encontra-se nesta região de transição.

Diagrama da nuvem de Oort.

A nuvem de Oort é uma vasta redoma de gás, poeira e planetesimais em torno do Sistema Solar, possivelmente, em um raio de um ano-luz. Em uma área tão vasta, o gradiente do campo gravitacional da Via Láctea desempenha um papel muito mais relevante. Por causa desse gradiente, as marés galácticas podem deformar o formato esférico da nuvem de Oort, esticando a nuvem na direção do centro galáctico e comprimindo-a ao longo dos outros dois eixos, assim como a Terra se distende em resposta à gravidade da Lua.
A gravidade do Sol é suficientemente fraca a tal distância para que essas pequenas perturbações galácticas sejam suficientes para deslocar alguns planetesimais de órbitas distantes, enviando-os em direção ao Sol e reduzindo significativamente seus periélios. Tal corpo, sendo composto de uma mistura de rochas e gelo, se tornaria um cometa quando submetido ao aumento da radiação solar presente no Sistema Solar interior.
Foi sugerido que a maré galáctica também pode contribuir para a expansão da nuvem de Oort, aumentando o periélio de planetesimais com grandes afélios. Isso demonstra que os efeitos da maré galáctica são bastante complexos e dependem muito do comportamento de objetos individuais dentro de um sistema planetário. Não obstante, o efeito pode ser bastante significativo; cerca de até 90% de todos os cometas originários da nuvem de Oort podem ser o resultado da maré galáctica.